# Aircraft Meteorological Data Relay
Aircraft Meteorological Data Relay (AMDAR) is een initiatief van de Wereld Meteorologische Organisatie (WMO) in samenwerking met partners uit de luchtvaart.
Het AMDAR-systeem gebruikt bestaande boordsystemen van deelnemende vliegtuigen om wereldwijd meteorologische metingen in de bovenlucht te doen. Deze metingen worden vanuit de vliegtuigen gecommuniceerd naar ontvangstations op de grond en van daaruit verzonden voor verdere verwerking en kwaliteitscontrole naar nationale meteorologische en hydrologische stations. Via het WMO Global Telecommunications System (GTS) worden deze weergegevens mondiaal onder weerdiensten verspreid.

## Werking
Het AMDAR-systeem in een vliegtuig zendt met behulp van ACARS automatisch de volgende meetgegevens naar grondstations:
- Waarneemtijd

De UTC tijd van de meting.
- Windsnelheid

Elk vliegtuig is uitgerust met een luchtsnelheidsmeter. Deze werkt met behulp van een pitotbuis, die op de vliegtuigromp of vleugel is aangebracht en waarmee de druk van de aanstromende lucht wordt gemeten in relatie tot de heersende statische luchtdruk. De aldus berekende luchtsnelheid van het vliegtuig wordt in de cockpit op de luchtsnelheidsmeter aangegeven en aan het Flight Management System (FMS) doorgegeven. Tevens wordt met behulp van GPS de snelheid van het vliegtuig ten opzichte van het aardoppervlak (grondsnelheid) bepaald. De grondsnelheid in combinatie met de luchtsnelheid  maakt het mogelijk de windsnelheid te berekenen.
- Windrichting

Uit de koers over de grond, bepaald met GPS, tezamen met de koersrichting en de luchtsnelheid, kan de windrichting worden afgeleid. De berekening van de windrichting gebeurt automatisch door de avionica van het vliegtuig.
- Luchttemperatuur

Een vliegtuig is uitgerust met sensoren die de luchttemperatuur aan de buitenzijde en de temperatuur van de door de motoren aangezogen lucht meten.
- Turbulentie

Indien turbulentie wordt gedetecteerd door de avionica.
- IJsafzetting

Indien het vliegtuig is uitgerust met een sensor die ijsafzetting detecteert.
- Drukhoogte

De drukhoogte waarop bovenstaande weerwaarnemingen werden gedaan.
- GPS-positie

De positie waar het vliegtuig zich bevond op het moment van de meting.
- Luchtvochtigheid

Een nog klein aantal vliegtuigen is voorzien van een instrument om de luchtvochtigheid te meten. Eind 2016 waren mondiaal ruim 140 vliegtuigen hiermee uitgerust.
- Maximum windsnelheid

Een speciale windwaarneming die alleen dan wordt doorgegeven wanneer het vliegtuig in kruisvlucht is op een hoogte boven het 600-hPa-drukvlak (ca. 4200 m) en de waargenomen windsnelheid groter is dan 60 knopen (31 m/s). Tevens dient de gemeten windsnelheid minstens 10 knopen hoger te liggen dan bij de vorige en volgende routine-observatie. Deze maximum-windsnelheidswaarneming helpt om de kern van de straalstroom te lokaliseren.

## Toepassing
Medio 2013 werden mondiaal meer dan 400.000 AMDAR-waarnemingen per dag gedaan door ruim 3000 vliegtuigen van 39 deelnemende luchtvaartmaatschappijen. In augustus 2019 was dit aantal toegenomen tot 880.000 door ruim 10.000 vliegtuigen. Van deze waarnemingen geschiedde het overgrote deel boven de USA. De waarnemingen worden zowel tijdens de horizontale vlucht van een vliegtuig verzameld als bij het stijgen en dalen. De data hebben grote betekenis voor numerieke weersverwachtingsmodellen, klimaatonderzoek, diverse gespecialiseerde weersverwachtingstoepassingen, in het bijzonder voor de luchtvaart, zoals bepaling van de ligging en sterkte van de straalstroom, bepaling van het nulgradenniveau (i.v.m. ijsafzetting op de vleugels), het ontstaan van onweersbuien, detectie van windschering, enz. 
De AMDAR-waarnemingen verzameld tijdens take-off en landing leveren de grootste en meest betekenisvolle bijdrage aan numerieke weersverwachtingsmodellen. De verticale atmosfeerprofielen die AMDAR-waarnemingen tijdens start en landing bieden, vormen een aanvulling op de data verzameld door radiosondes, die met een veel lagere frequentie beschikbaar zijn.